# Aloe peglerae
Aloe peglerae é uma espécie de liliopsida do gênero Aloe, pertencente à família Asphodelaceae.